# Moskenesøya
Moskenesøya – wyspa w archipelagu Lofotów, należącym do Norwegii. Administracyjnie podlega pod okręg Nordland i jest podzielona między dwie gminy: Moskenes i Flakstad. Najwyżej położonym punktem jest szczyt Hermannsdalstinden (1029 m n.p.m.).

## Lista osad na wyspie
| Nazwa osady | Liczba mieszkańców (2013) | Powierzchnia (km²) |
| ----------- | ------------------------- | ------------------ |
| Å           |                           |                    |
| Tind        |                           |                    |
| Sørvågen    | 465                       | 0,64               |
| Reine       | 307                       | 0,29               |
| Hamnøy      |                           |                    |
| Mølnarodden |                           |                    |
| Fredvang    |                           |                    |

Moskenesøya
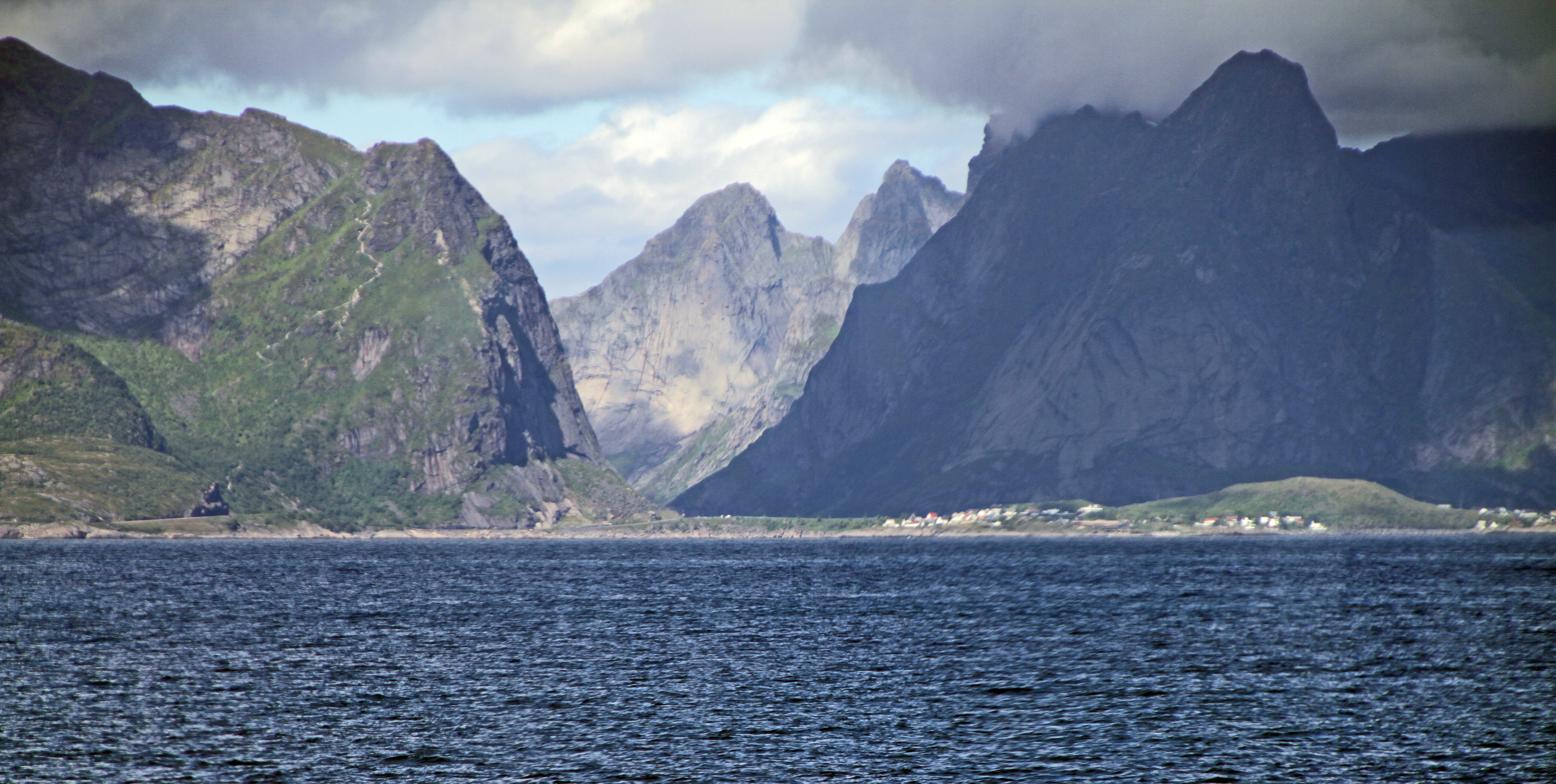
Moskenesøya
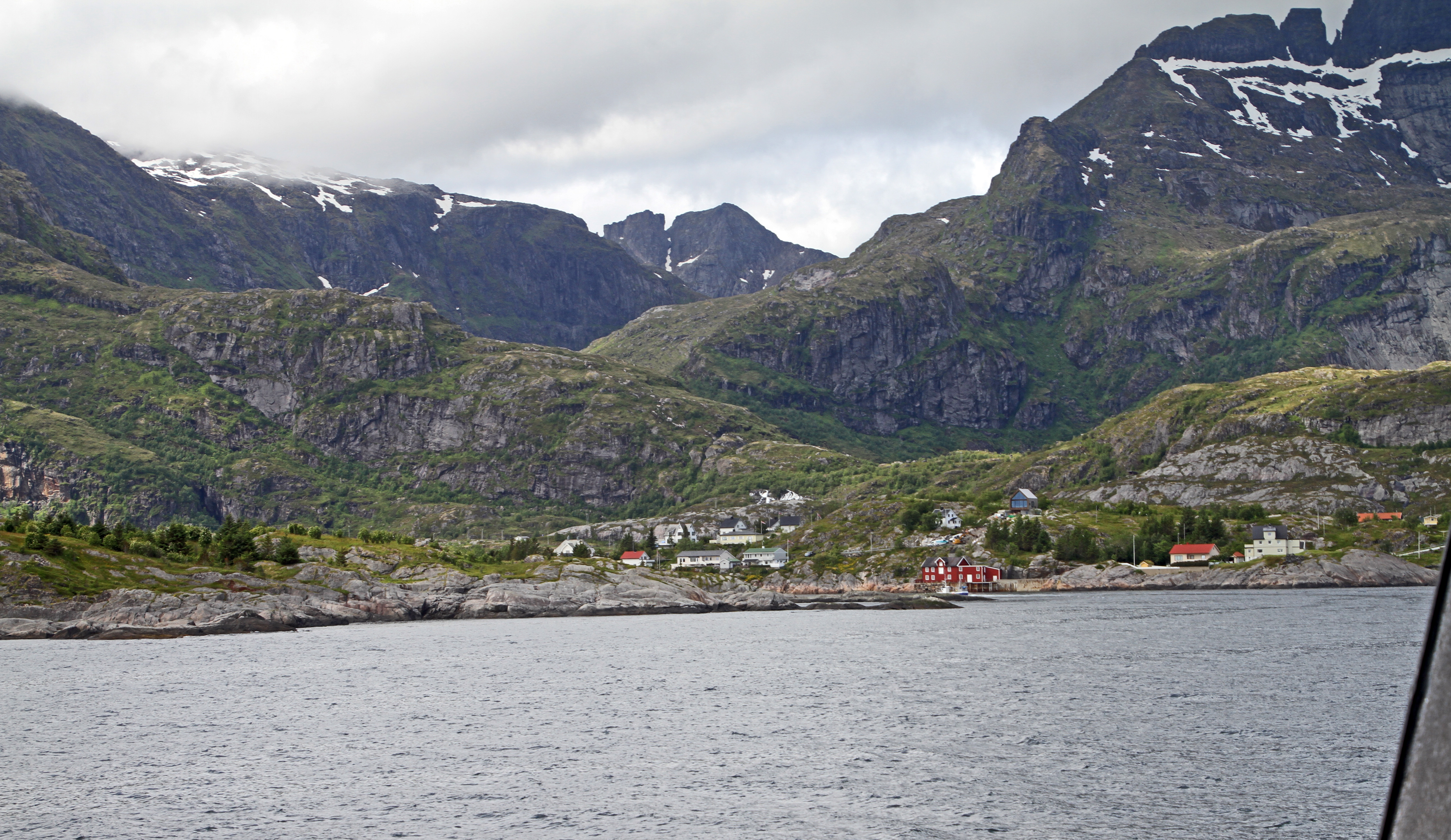
Sørvågen
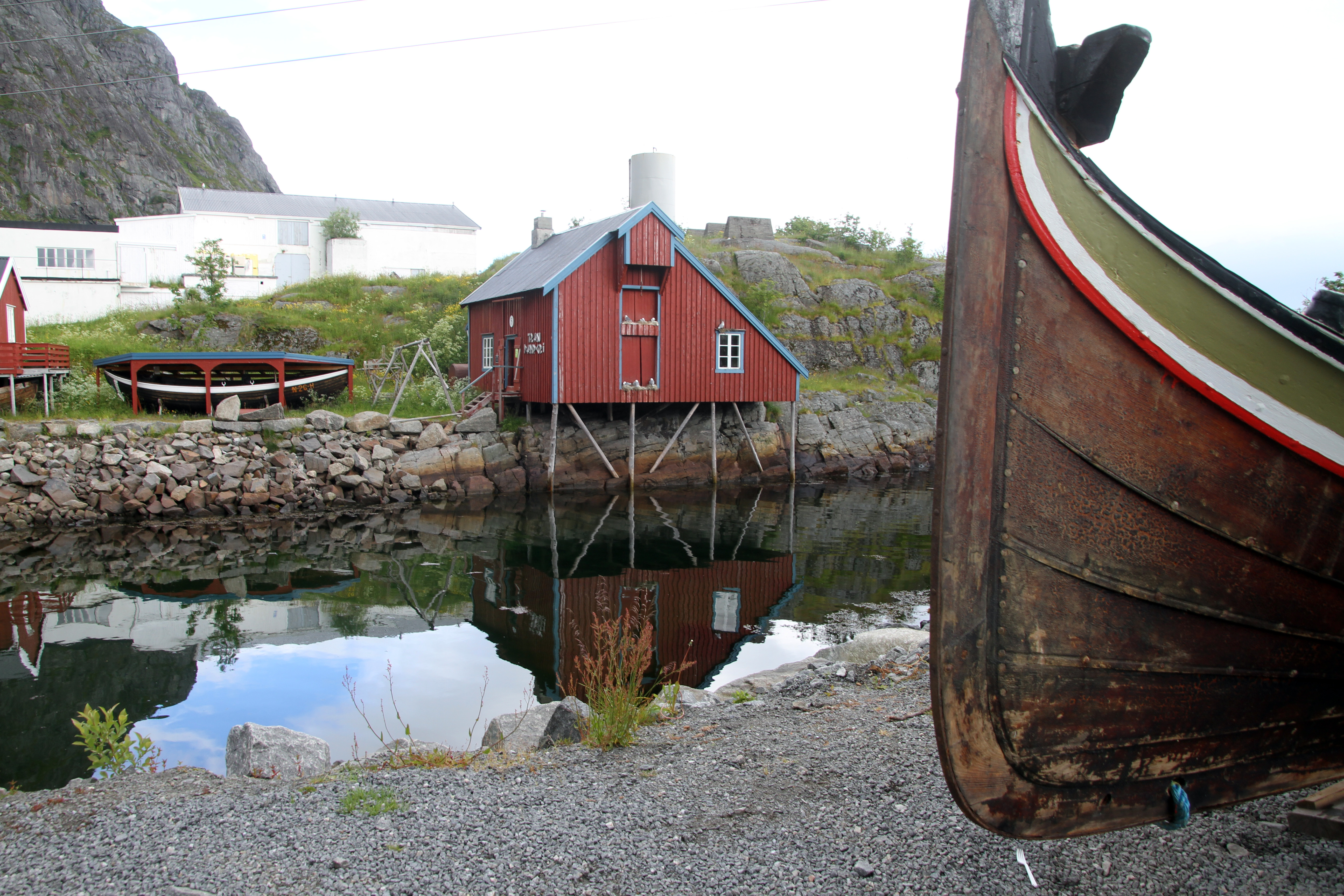
Å i Lofoten
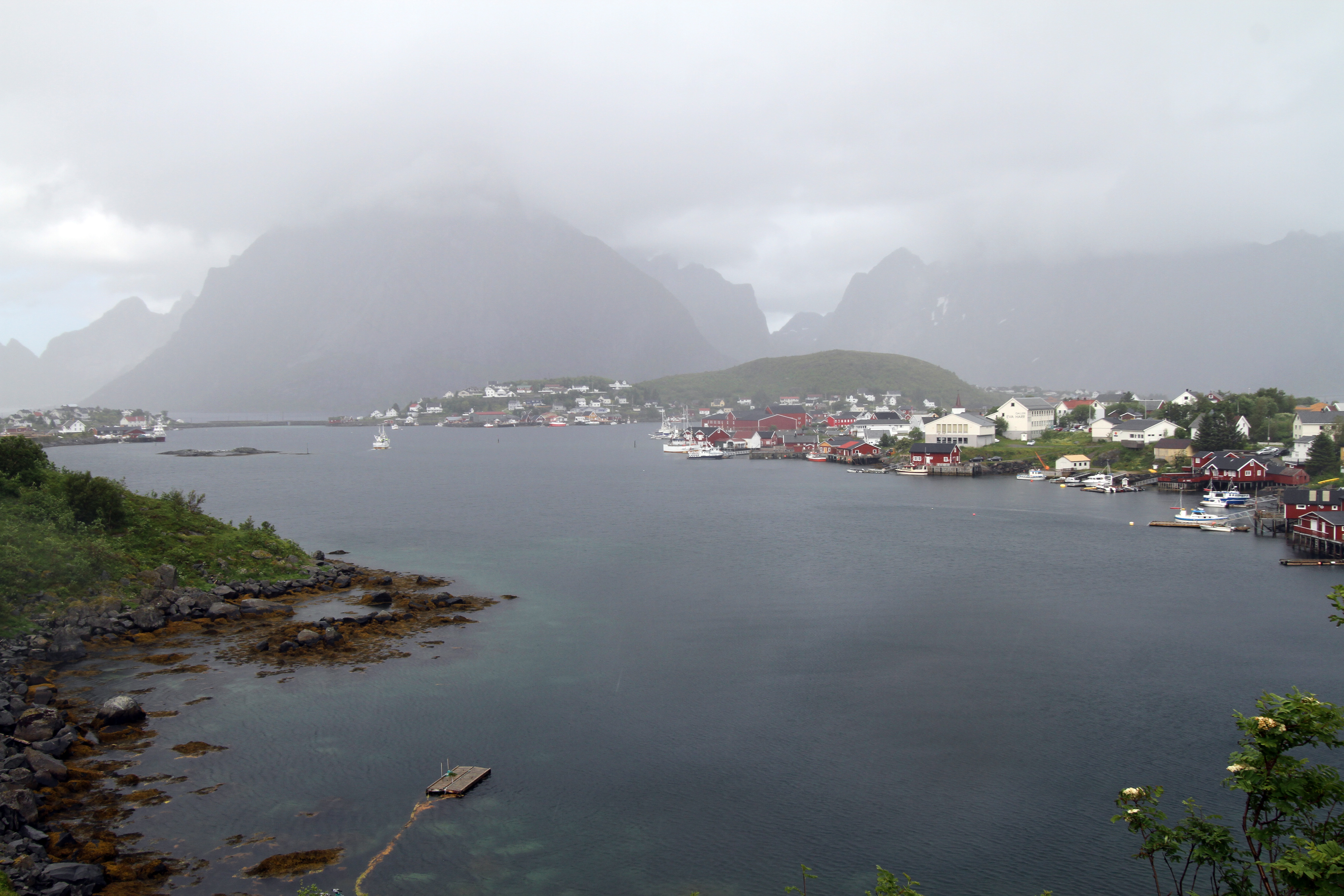
Reine
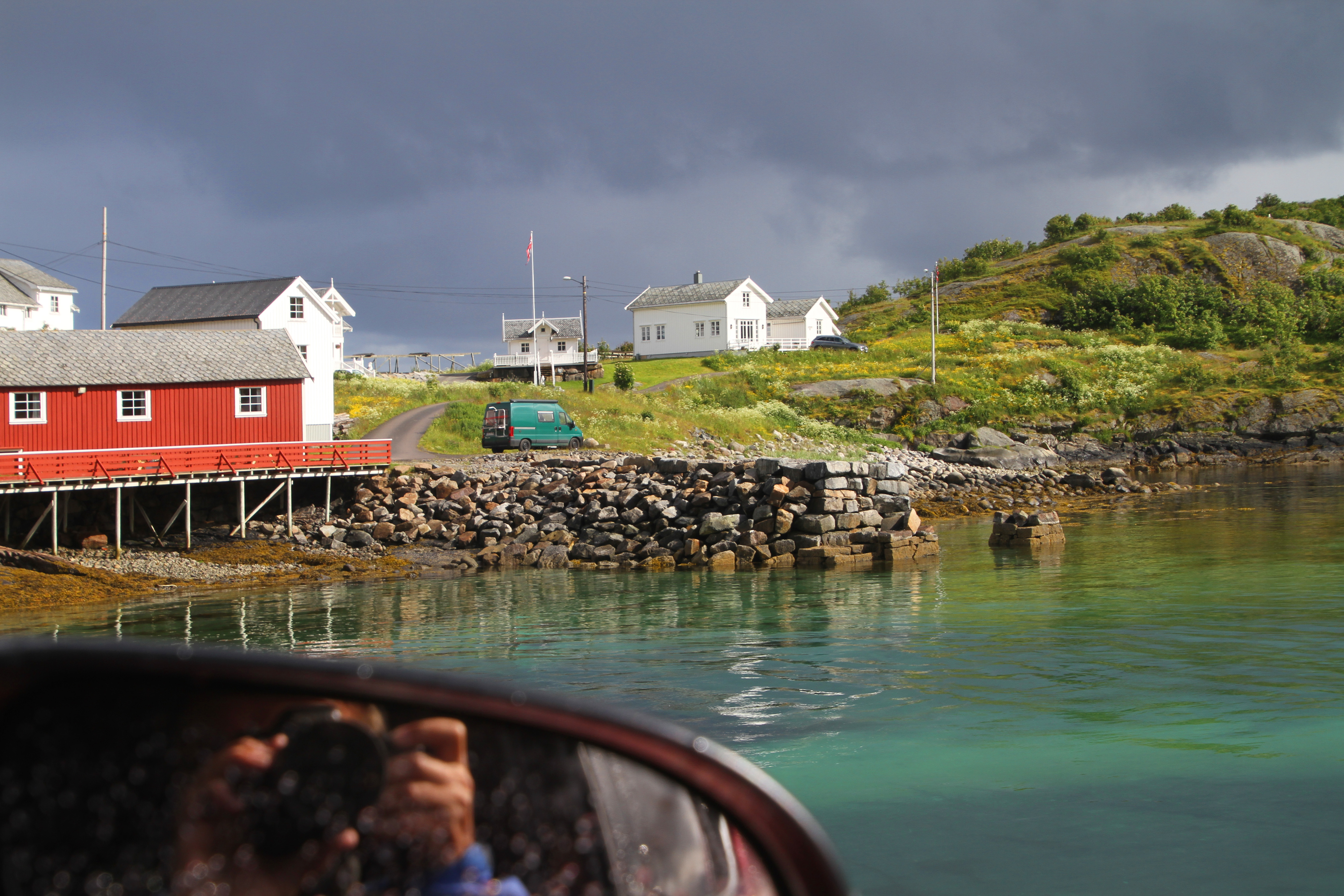
Sakrisøy